# Chó săn Trigg
Chó săn Trigg, còn được gọi là Chó săn cáo Trigg hoặc Chó săn Hayden Trigg là một giống chó săn cáo của Hoa Kỳ, được phát triển ở Kentucky bởi Đại tá Haiden Trigg.

## Lịch sử
Chó săn Trigg có nguồn gốc ở Barren County, Kentucky vào những năm 1860, khi những người đam mê săn bắn cáo như Đại tá Haiden C. Trigg muốn phát triển một giống chó săn nhanh hơn những giống có sẵn trong khu vực của mình. Ông đã sử dụng những giống chó như Chó Birdsong, Chó Maupin và Chó Walker để phát triển tạo thành các khuynh hướng mong muốn trong giống chó của mình.
Theo W. L. Porter, trong một bài báo được đăng tải trên báo The Chase, những người thợ săn địa phương cho biết đã thấy những con chó được mua từ Birdsong và cảm thấy rằng chúng không hấp dẫn, nhưng đánh giá hiệu suất của chúng thật đáng kinh ngạc. Porter nói rằng những con chó này "được tạo dựng thân thiện, tai gập, lông xù xì, đuôi rậm rạp, một cái miệng chẻ và trông không giống bất kỳ con chó săn nào mà chúng tôi từng thấy". Cuối cùng, chương trình nhân giống của Trigg đã thành công ở cấp độ địa phương và quốc gia.
Năm 1910, thợ săn các mục tiêu kích thước lớn nổi tiếng Paul J. Rainey đã mua 25 con chó săn từ Trigg và đưa chúng đi chúng đi săn ở châu Phi, sau đó mua thêm từ Trigg, con trai của ông Alanson và những người khác. Sau cái chết của Trigg, một số người yêu thích giống chó bắt đầu mất đi sự quan tâm và do đó giống chó này giảm đi sự phổ biến, mặc dù một số ít các nhà lai tạo vẫn còn đang hoạt động. Tuy nhiên, sau khi Rainey trở về từ các chuyến đi của mình, ông đã thông báo rằng Trigg là "những con chó tốt nhất và dũng cảm nhất trên thế giới", khiến chúng trở nên nổi tiếng trong những giống chó săn hỗ trợ cho thợ săn.